# Кур, Питер де ла
Питер де ла Кур (нидерл. Pieter de la Court; 1618, Лейден — 1685, Амстердам) — голландский экономист и предприниматель.

## Биография
Его сочинения выходили анонимно под инициалами D. С., V. H., V. D. Н. (van den Hove), результатом чего стало то, что ему приписывались некоторые труды, написанные вовсе не им. Первое известное сочинение Питера Кура: «Het welvaren der stadt Leiden» относится к 1659, но лишь в 1845 издано (неполно) в Лейдене. Всеобщее внимание обратило на себя «Interest vou Holland of de Gronden van Hollands welvaren» (Амстердам, 1662). 29-я и 30-я главы этой книги написаны Иоанном де Виттом, который часто считался составителем всего труда. Его расширенная переработка, в которой на первый план выдвинуты экономические вопросы, вышла под заглавием: «Aanwijzing der heilsame politike Gronden en Maxime van de Republike van Holland en West-Vriesland» (Лейден и Роттердам, 1669).

## Научный вклад
Кур — сторонник свободной торговли, но лишь со своей купеческой точки зрения. Он протестует против цехов и гильдий, равно как и против фабричного регламента, затрудняющего изготовление дешёвых товаров. Ласпейрес называет обоих Кур (Питера и его брата) «лучшими защитниками экономической свободы до Адама Смита».